# Снежневский, Андрей Владимирович
Андрей Владимирович Снежне́вский (7 (20) мая 1904, Кострома — 12 июля 1987, Москва) — советский психиатр, основатель одной из нескольких школ психиатрии в СССР. Академик АМН СССР, академик-секретарь Отделения клинической медицины АМН СССР (1966—1968 и 1969—1976), доктор медицинских наук (1949), профессор (1956).
Председатель Научного совета по психиатрии Академии медицинских наук СССР, член президиума Всесоюзного научного общества невропатологов и психиатров. Директор Института судебной психиатрии имени В. П. Сербского (1950—1951), директор Института психиатрии АМН СССР (1962—1987). Снежневский был иностранным членом Королевского колледжа психиатрии (Великобритания), американской ассоциации психиатров и биологических исследований в психиатрии, обществ психиатров НРБ, ГДР, ЧССР. С 1972 по 1983 год являлся почётным членом Всемирной психиатрической ассоциации.
Опубликовал более 100 научных работ.
А. В. Снежневский был сторонником концепции вялотекущей шизофрении. Данная концепция не признана в мировой психиатрии, получила распространение лишь в СССР и некоторых других восточноевропейских странах; широко использовалась в советской репрессивной психиатрии.
Снежневский был председателем ряда судебно-психиатрических экспертиз, направленных против советских диссидентов; лично диагностировал вялотекущую шизофрению у некоторых из них (например, у Владимира Буковского).

## Биография
В 1925 году окончил медицинский факультет Казанского университета. Врачебную деятельность начал в 1925—1926 годах как заведующий отделением Костромской психиатрической больницы.
После прохождения службы в Красной армии в 1927—1930 годах — психиатр Костромского интерната, в 1930—1932 годах — врач-психиатр диспансера, с 1932 по 1938 год — главный врач Костромской городской психиатрической больницы.
С 1938 года — заместитель директора и старший научный сотрудник НИИ психиатрии имени П. Б. Ганнушкина в Москве.
В 1940 году защитил кандидатскую диссертацию на тему «Поздние симптоматические психозы».
В годы Великой Отечественной войны принимал участие в обороне Москвы, в боях на Северо-Западном и Втором Прибалтийском фронтах, был награждён орденом «Красной Звезды».
В 1945—1950 годах вернулся в Москву, где работал доцентом кафедры психиатрии Центрального института усовершенствования врачей (ЦИУВ).
В 1949 году защитил докторскую диссертацию, посвященную проблеме старческого слабоумия.
В 1950—1951 годах возглавлял Институт имени В. П. Сербского, после чего вернулся в ЦИУВ, где до 1964 года работал заведующим кафедрой.
11—15 октября 1951 года на объединенном заседании расширенного президиума АМН СССР и Пленума правления Всесоюзного общества невропатологов и психиатров выступил с докладом «Состояние психиатрии и её задачи в свете учения И. П. Павлова», в котором подверг критике ряд видных советских психиатров (М. О. Гуревича, А.С. Шмарьяна, Р. Я. Голант и др.) за отклонение от учения И. П. Павлова. Подвергшиеся критике психиатры были вынуждены «покаяться, отречься, как от ереси, от годами вынашиваемых научных идей, обещать исправиться, исповедовать только учение И. П. Павлова в том виде, как его преподносил А. Г. Иванов-Смоленский». Однако в заключительном слове Снежневский заметил, что покаявшиеся «не разоружились и продолжают оставаться на старых антипавловских позициях», нанося этим «тяжелый ущерб советской научной и практической психиатрии», а вице-президент АМН СССР Н. Н. Жуков-Вережников обвинил их в том, что они «неустанно припадают к грязному источнику американской лженауки».
С 1952 года являлся главным редактором «Журнала невропатологии и психиатрии имени С.С. Корсакова».
В 1962 году стал директором Института психиатрии АМН СССР, где работал вплоть до конца жизни.
В 1962 году поставил диагноз «вялотекущая шизофрения» В. К. Буковскому. Впоследствии сам Буковский прокомментировал это в интервью:

…вялотекущая шизофрения — диагноз, изобретённый нашим отечественным, уважаемым психиатром профессором Снежневским, и идея, состоящая в том, что шизофрения может развиваться так незаметно и так долго, что только он, Снежневский, может это заметить. Мне он поставил диагноз «вялотекущая шизофрения» в шестьдесят втором году. Я счастлив сообщить, что она до сих пор течёт вяло.

Позднее Владимир Буковский был обследован западными психиатрами и признан здоровым:

То же самое, по его словам, относится и к диссиденту Владимиру Буковскому, которого в СССР тоже признали душевнобольным, а на Западе — здоровым: «Я бы хотел, чтобы вы посмотрели его историю болезни. Если бы мы — четыре-пять специалистов из двух наших стран — сели и вместе изучили их, вы бы поняли, что он был болен».
Я возразил. Если бы Григоренко и Буковский действительно страдали заболеваниями, которые были им диагностированы в СССР, хотя бы некоторые признаки этих недугов должны были бы проявиться даже спустя долгое время и в изменившейся социальной среде.
Оригинальный текст (англ.)The same was true, Vartanyan said, of the dissident Vladimir Bukovsky, who had also been found ill in the Soviet Union and well in the West. «I’d like you to see his hospital records. If we sat down, four or five of us from our two countries, and looked at them, you’d see that he was sick».

I demurred. If Grigorenko and Bukovsky had really suffered from the illnesses that had been diagnosed in the Soviet Union, at least some signs of those illnesses should have been recognizable even after a long period of time and a change in their social surroundings.
— The New York Times, «The World of Soviet Psychiatry»
В 1964 году судебно-психиатрическая экспертиза, проведенная под председательством Снежневского, признала психически больным бывшего генерал-майора П. Г. Григоренко, выступившего с критикой советских порядков. Позднее Пётр Григоренко был обследован западными психиатрами и признан здоровым.
В 1966 году в Мадриде на IV Всемирном конгрессе психиатров А. В. Снежневский в своем сообщении о «Классификации форм шизофрении» представил западным психиатрам концепцию новой формы латентной шизофрении, являющейся формой дебюта расстройства, по модели латентной шизофрении Эйгена Блейлера, однако, в отличие от неё, не развивающейся, оставаясь ограниченной клинически лишь начальными проявлениями, мало свойственными для такого психоза, как шизофрения. Эта концепция рассматривалась западными психиатрами как неприемлемая, поскольку она значительно расширяла понятие шизофрении по сравнению с критериями, принятыми в других национальных психиатрических школах. Пациенты, которым был поставлен диагноз латентной шизофрении в Москве, не рассматривались как шизофреники на Западе.
В 1972 году экспертная комиссия под председательством Снежневского провела экспертизу диссидента Леонида Плюща и подтвердила предыдущее заключение — хроническое психическое заболевание в форме шизофрении. Позднее Плющ был обследован западными психиатрами и признан здоровым.
В 1977 году на конгрессе Всемирной психиатрической ассоциации в Гонолулу на Гавайях Андрей Снежневский и его делегация подверглись резкой критике, и присутствующие большинством голосов осудили «систематическое злоупотребление психиатрией в политических целях в СССР». Резолюция, имевшая целью осудить Москву, была принята с перевесом лишь в два голоса (90 против 88) и только потому, что польская делегация отсутствовала, а советским представителям, запоздавшим с уплатой взносов, не было разрешено использовать все из выделенных им голосов. Сам Снежневский на том же конгрессе заявил, что в СССР не было ни одного случая помещения здорового человека в психиатрическую больницу.
В 1980 году Андрей Снежневский был приглашён Королевским колледжем психиатрии (Великобритания), почётным членом которого он являлся, для ответа на критику в связи с его ролью в освидетельствовании Плюща и других диссидентов. Он не принял приглашения, а также заявил о своём отказе от почётного членства в колледже.
Скончался 12 июля 1987 года в Москве. Похоронен на Кунцевском кладбище.

## Специфика научных взглядов
А. В. Снежневский внёс немалый вклад в осмысление взаимосвязей различных патологических механизмов в психике человека. Наибольший интерес для него представляли эндогенные (функциональные) психические расстройства и конкретно проблема шизофрении, которую он исследовал мультидисциплинарным методом с вовлечением специалистов в области клинической психологии, нейрофизиологии, биохимии, иммунологии, патоанатомии, нейрогенетики. Была многосторонне описана клиника самых разнообразных форм шизофрении, сделаны выводы о стереотипах течения психозов, закономерностях общепатологического стереотипа развития, проявляющегося, по Снежневскому, в последовательной и закономерной смене синдромов, постепенном их усложнении по мере прогрессирования расстройства.
Снежневский и его последователи постулировали и абсолютизировали идею о присущем болезненному процессу строго закономерном течении, обусловленном самой природой патогенетических механизмов, лежащих в его основе, и независимом в направлении развития и последовательности этапов от различных экзогенных и эндогенных воздействий. Согласно Снежневскому, каждый из психопатологических синдромов выражает определенный уровень тяжести расстройства психической деятельности: наиболее лёгким является астенический синдром, с которого начинаются все виды психического расстройства; далее следуют аффективные (более лёгкие — депрессивные и более тяжелые — маниакальные), за ними — невротические синдромы (истерические, обсессивные, сенестопатически-ипохондрические, деперсонализационные, дисморфофобические). Последующее углубление расстройства приводит только к психотическим нарушениям — последовательно — к развитию паранойяльных, галлюцинаторных, галлюцинаторно-параноидных, парафренных, кататонических синдромов; далее к синдромам помрачения сознания: онейроидные, делириозные, аментивные синдромы, сумеречные; далее судорожные синдромы и наконец ряд психоорганических расстройств. Эта шкала позитивных расстройств рассматривалась Снежневским в рамках учения о едином психозе, тем не менее им отмечалось, что круг синдромов специфичен для каждой нозологической единицы. Позитивные расстройства, в соответствии с его концепцией, существуют и выявляются в единстве с негативными, и при всех психических болезнях одинаково обнаруживается вариабельность первых и инвариантность вторых.
Дальнейшее развитие концепция Снежневского о симптомокомплексах и его расширительная трактовка вялотекущей шизофрении получила в работах А. Б. Смулевича: так, в книге «Малопрогредиентная шизофрения и пограничные состояния» наблюдается сближение вялотекущей шизофрении и пограничных расстройств, чтобы обосновать отнесение некоторых пограничных состояний к группе психозов.

## Критика

### Вялотекущая шизофрения
На Западе личность Снежневского получила известность благодаря его взглядам на проблему шизофрении и расстройств шизофренического спектра — расширению диагностических границ, выражавшемуся на практике в расширении контингента лиц, признанных психически больными, и нарастании репрессивности психиатрии. Благодаря Снежневскому, концепция вялотекущей шизофрении оказалась широко распространённой как в СССР, так и в ряде других социалистических стран. Эта концепция была не признана международным психиатрическим сообществом и подвергалась критике — как западными, так и советскими психиатрами. Сторонники других направлений в советской психиатрии (в особенности представители киевской и ленинградской школы) решительно выступали против концепции Снежневского и связанной с ней гипердиагностики шизофрении, однако концепция Снежневского постепенно возобладала.
Концепция вялотекущей шизофрении нашла широкое применение при судебно-психиатрических экспертизах диссидентов — экспертизах, кончавшихся обычно заключениями о невменяемости и принудительными госпитализациями в специальные психиатрические больницы тюремного типа. Данные экспертизы проводились не только коллегами Снежневского из Института им. Сербского (последователями и учениками Снежневского, представителями так называемой Московской школы психиатрии), но и самим Снежневским, в частности, проведённая им в 1964 году экспертиза Петра Григоренко; участие в экспертизах Жореса Медведева, Леонида Плюща, Натальи Горбаневской, Владимира Буковского. В десятках случаев Снежневский лично подписал комиссионные решения о невменяемости психически здоровых диссидентов.

### Другая критика
По мнению редакции «Независимого психиатрического журнала», Снежневский сыграл активную роль в противостоянии различных теоретических направлений в психиатрии: в «разгроме» психоморфологического (представленного М. О. Гуревичем, Р. Я. Голант, А. С. Шмарьяном и др.) и сомато-инфекционного (А. Чистович, А. Эпштейн) направлений, в «уничижении психотерапевтического направления». Представители Независимой психиатрической ассоциации отмечали, что А. В. Снежневский был ведущим автором программного доклада на разгромной Павловской сессии 1951 года, ставшей апогеем идеологического вмешательства советской власти в науку; в результате Павловских сессий на несколько десятилетий было прервано развитие генетики, физиологии, психологии, психиатрии.
Как отмечают известный австралийский психиатр С. Блох и американский политолог П. Реддауэй, после сессии 1951 года психиатров-«антипавловцев» сместили с важных постов и либо перевели в провинцию, либо отправили на пенсию, а волна, сокрушившая разгромленных, вынесла на вершину медицинской иерархии А. В. Снежневского.
Психиатр Ю. Савенко, руководитель организации «Независимая психиатрическая ассоциация» пишет, что Снежневский в своих трудах допускал немотивированно резкую критику К. Ясперса и других классиков немецкой психиатрии; в частности, Ю. Савенко утверждает:

В 1952 г. Снежневский издал монографию В. Х. Кандинского «О псевдогаллюцинациях», произвольно сократив текст, опустив более сотни ссылок на иностранных авторов и цитат из них на том основании, что русские авторы «значительно раньше и прогрессивнее», а «Ясперс с присущим ему шовинизмом» (!) уже готов назвать шперрунги с вестибулярными расстройствами припадками Клооса.

Ю. Савенко отметил также, что в 1961 году по указанию Снежневского был уничтожен тираж научного сборника под ред. проф. А. Л. Эпштейна.
По словам Ю. Савенко, для позиции Снежневского характерен был излишний биологизм; Снежневский являлся лидером вульгарно-физиологической версии психиатрии, архаический словарь которой не менялся и не обновлялся на протяжении нескольких десятков лет. Будучи сторонником павловского направления в психиатрии, он игнорировал достижения современной физиологии, язык которой принципиально отличен от языка павловского направления, и даже сам предмет исследования понимается ими по-разному. Как утверждает Ю. Савенко, Снежневский воспользовался не просто отжитой концепцией, но уже в то время очевидно псевдонаучными взглядами А. Г. Иванова-Смоленского в качестве догмы при захвате власти на Павловской сессии в 1951 году.
Психиатр Юрий Нуллер указывал, что, несмотря на широкие масштабы проводившихся школой Снежневского исследований и на ряд накопленных клинических наблюдений, в дальнейшем это направление зашло в тупик. Согласно его мнению, взгляды Снежневского о строго закономерном течении болезненного процесса, независимом от различных эндогенных и экзогенных влияний, противоречат современным представлениям о течении психоза как о результате многих влияний и факторов; эти представления подтверждаются психофармакологическими и биохимическими исследованиями, а также работами, в ходе которых были использованы методы многомерной статистики. Изучение течения психозов Снежневским и его последователями сводилось, по словам Ю. Нуллера, к сугубо механистическому расчленению клинической картины расстройства на очень большое количество синдромов и попыткам обнаружить строгую закономерность в их смене.
Как отмечал Нуллер, гипотеза Снежневского, не будучи достаточно обоснованной даже до уровня теории, превратилась в догму и получила широкое распространение среди советских психиатров, создавая иллюзию полного знания, овладения материалом. В рамках концепции Снежневского и представителей его школы те или иные непсихотические расстройства (например, психопатии) рассматривались как ранние, замедленные в развитии этапы неизбежного прогредиентного процесса, что приводило к гипердиагностике шизофрении, создавая тем самым возможности для вольных и невольных злоупотреблений психиатрией.
По утверждению американского психиатра Уолтера Райха, качество исследований, проводившихся сотрудниками Снежневского, вызывает сомнения. Взгляды Снежневского о строгой наследуемости каждой из выделяемых им трёх форм шизофрении (приступообразно-прогредиентной, непрерывной и рекуррентной) теоретически подтверждались обследованиями многих пациентов и их родственников; но методика исследования страдала существенными изъянами. Диагнозы родственникам ставили те же врачи, которые обследовали и первого пациента, поэтому эксперимент проводился не «вслепую»: врачам-исследователям было известно, кто с кем находится в родстве. Проверяя гипотезу собственного директора, который зачастую выступал непосредственным разработчиком или вдохновителем методики исследований, участники находились под значительным психологическим давлением, их карьера нередко зависела от успешных результатов работы. Эти факторы могли влиять на качество диагностики и обусловливать её необъективность, даже если не было сознательного стремления к подтасовке результатов эксперимента. Райх также отмечал, что сходные исследования в Европе (исследования, основанные на классификации различных форм шизофрении по их клиническим характеристикам) не показали строгой наследуемости тех или иных форм.
По мнению Р. ван Ворена, руководителя организации «Глобальная инициатива в психиатрии», решение 1950 года предоставить монополию в области психиатрии павловской школе Снежневского стало одним из факторов, обусловивших использование психиатрии в политических целях в СССР, а условия тоталитарного режима позволили ему беспрепятственно осуществить его планы: известные психиатры, которые не согласились с ним, потеряли работу, «некоторые из них были даже сосланы в Сибирь».

### Ответы на критику
Французский психиатр Ж. Гаррабе в книге «Histoire de la schizophrénie» («История шизофрении») подчёркивал:

Сегодня, когда А. В. Снежневского уже нет, и он больше не может защищаться, легко можно сделать его единственно ответственным за всё то зло, которое явилось следствием сущности того, что он описал; это, впрочем, и делали некоторые уполномоченные представители Советской психиатрической ассоциации на Афинском Конгрессе.

Психиатр и заслуженный врач России доктор медицинских наук, профессор Ф. В. Кондратьев в 2014 году отметил, что:

Явно тенденциозно, а порой клеветнически рисуется история российской психиатрии и по персоналиям, если просматривать материалы в ресурсах Интернета, идущих от Савенко. Как пример можно показать, что выдающийся деятель психиатрии, Герой Социалистического Труда акад. А. В. Снежневский рисуется в материалах Савенко как беспринципный карьерист, антисемит, организатор и вдохновитель карательной психиатрии. Савенко безапелляционно отвергает заключение комиссионной стационарной экспертизы под председательством акад. А. В. Снежневского в отношении генерала П. Г. Григоренко, противопоставив ему как «единственно верное» заключение о психическом здоровье генерала, которое было дано врачом-психиатром со стажем всего в 3 года и не имеющего какой-либо подготовки по судебной психиатрии, и это при том, что данная «экспертиза» была проведена единолично, заочно и, разумеется, без ознакомления с материалами уголовного дела, что для экспертизы обязательно.
— Кондратьев Ф. В. Ю. Савенко — хулитель российской психиатрии // Российское общество психиатров. — 23.02.2014. Архивировано 28 декабря 2014 года..
В российской учебно-методической литературе в качестве наиболее негативных последствий психиатрических научных взглядов школы А. В. Снежневского называются выпадение из социальной жизни людей, имевших диагноз «вялотекущая шизофрения»; госпитализация без их согласия в период праздников и государственных мероприятий, а также возможность получить в истории болезни гриф «социально опасный» в случае совершения человеком нетяжких правонарушений. Объявление инакомыслящих «сумасшедшими» и содержание их в психиатрических лечебницах (местах изоляции) не вменяется в вину Снежневскому, поскольку это представляет собой обычную практику властей на всем протяжении истории.
Самому А. В. Снежневскому приписываются утверждения о том, что действия советских психиатров позволили спасти большое количество людей от тюрем, лагерей, а также от неминуемой смерти, чего не удалось сделать немецким психиатрам во времена Гитлера. С аллюзией на оправдание собственных действий приводятся слова Снежневского: «И инакомыслящие живы, и общество чище!».

## Интересные факты
По данным проведенного в 2005 году интерактивного опроса, значительный процент российских психиатров считал, что авторство психопатологической концепции деления на позитивные и негативные симптомы принадлежит А. В. Снежневскому. В действительности принятую в современном виде концепцию позитивных-негативных психопатологических симптомов предложил в конце XIX века английский невролог и теоретик медицины Джон Хьюлингс Джексон (1835—1911). Ещё до Джексона негативные и позитивные симптомы предложил выделять другой английский врач — Рейнольдс.

## Основные работы
- О поздних симптоматических психозах (1940).
- О клинических закономерностях лечения психических болезней // «Вестник АМН СССР». — 1962. — № 1.
- Психиатрия. 2-е изд. — М., 1968 (в соавт.).
- Шизофрения. Клиника и патогенез. — М., 1969 (в соавт.).
- Шизофрения. Мультидисциплинарное исследование (1972).
- Шизофрения. — М., 1972 (ред.).
- Справочник по психиатрии. — М., 1974, 1985 (ред.)
- Руководство по психиатрии (1983).
- Общая психопатология: Курс лекций. — М.: «МЕДпресс-информ», 2001.
- Шизофрения (цикл лекций 1964 г.). — М., 2009. — ISBN 5-98322-408-5.